# 청풍체 하림조
청풍체 하림조(淸風體河臨調)는 우륵(于勒)이 남긴 185곡명 가운데 유일하게 전승하는 우륵의 예맥으로, 대한민국의 악조(樂調)의 시초이다.

## 가야금 청풍체(淸風體)와 하림조(河臨調)
- 가야금(伽倻琴)에 소속하는 것으로는 눈죽조(嫩竹調)와 하림조(河臨調)는 곡명만 남아 있고 곡조는 전하지 않아서 보법(譜法)을 간직한 사람은 바치라고 하였다.[1]

- 가야금 청풍체(淸風體)는 또한 하림조(河臨調)이며 또는 잉(剩)이라고 하는데, 즉 고선궁(姑洗宮)이다. 조현법(調絃法)은 제2현이 하5와 제7현이 궁이며, 제12현이 상5이고, 모두 고선음(姑洗音)이다. 제3현이 하4와 제8현이 상1이며, 모두 유빈음(蕤賓音)이다. 제4현은 하3과 제9현이 상2이고, 모두 남려음(南呂音)이다. 제1현과 제5현은 하2와 제10현이 상3이고, 모두 응종음(應鍾音)이다. 제6현이 하1현과 제11현이 상4이고, 모두 대려음(大呂音)이다.[2]

## 가야금 청풍체 하림조의 조현법
하림조는 고선(姑, g-솔), 유빈(蕤, a-라), 남려(南, c-도), 응종(應, d-레), 대려(大, e-미)의 5음 음계이다.
| 현명(絃名)   | 1        | 2        | 3        | 4        | 5        | 6        | 7        | 8        | 9        | 10       | 11         | 12       |
| ------------ | -------- | -------- | -------- | -------- | -------- | -------- | -------- | -------- | -------- | -------- | ---------- | -------- |
| 5음(五音)    | 상(商)   | 치(徵)   | 우(羽)   | 궁(宮)   | 상(商)   | 각(角)   | 치(徵)   | 우(羽)   | 궁(宮)   | 상(商)   | 각(角)     | 치(徵)   |
| 12율(十二律) | 응종(應) | 고선(姑) | 유빈(蕤) | 남려(南) | 응종(應) | 대려(大) | 고선(姑) | 유빈(蕤) | 남려(南) | 응종(應) | 청태주(汰) | 고선(姑) |
| 속명(俗名)   | 下二 徵  | 下五 宮  | 下四 商  | 下三 角  | 下二 徵  | 下一 羽  | 宮宮     | 上一 商  | 上二 角  | 上三 徵  | 上四 羽    | 上五 宮  |

## 청풍체 하림조는 청풍지방의 음악성
송방송은 하림조의 악조명이 선법명과 조명을 포괄적으로 뜻하는데, 청고선을 궁(宮)으로 하는 sol(또는 do)선법과 청태주를 궁으로 한 la(re)선법을 의미하는 악조명이다.
하림조라는 악조의 구조적 특징은 충청도 지방의 음악적 특색과 청풍지방의 음악적 특징을 나타내는 악조의 명칭으로 해석했다.

## 신라의 3현 악기 조현법은 청풍지방의 음악성
- 신라 진흥왕은 551년에 낭성(娘城) 하림궁(河臨宮)을 순수하면서 우륵을 불러 하림조(河臨調)를 탄주[4]한 곡명의 이칭은 청풍(淸風)의 음악적 특성을 지닌 청풍체(淸風體)이다.
- 하림조는 악학궤범에 실린 신라 3현 악기인 가야금(伽倻琴), 거문고(玄琴), 향비파(鄕琵琶)의 조현법에서 청풍체(淸風體)는 또한 하림조(河臨調) 또는 잉(剩)이라고도 하는데, 바로 고선궁(姑洗宮)이다.[5]라는 음악적인 공통점에서 신라가 영토를 확장하면서 진흥왕이 순수한 청풍강 유역에 가궁인 하림궁(河臨宮)은 하림조, 하림조(河臨調)는 청풍체, 청풍체(淸風體)는 청풍(淸風)의 고유명사로 고증된다.[6]